# Caridina prashadi
Caridina prashadi is een garnalensoort uit de familie van de Atyidae. De wetenschappelijke naam van de soort is voor het eerst geldig gepubliceerd in 1971 door Tiwari & R.S. Pillai.